# Mulugeta Bekele
Mulugeta Bekele (Arsi, Etiopía, 2 de enero de 1947) es un físico y académico etíope, profesor asociado de física en la Universidad de Adís Abeba, en Etiopía. Obtuvo su doctorado en física en el Indian Institute of Science en Bangalore, India, en 1997. Es ganador del Premio Andréi Sájarov de la American Physical Society «por su esfuerzo sin descanso en la defensa de los derechos humanos y de la libertad de expresión y la educación en cualquier parte del mundo, y por inspirar a estudiantes, colegas y otros para hacer lo mismo». Fue presidente de la Sociedad de Física de Etiopía desde octubre de 1998 y miembro asociado del Centro Internacional de Física Teórica de Trieste, Italia, desde mayo de 1999.

## Biografía y carrera
Mulugeta nació en Arsi, Etiopía, en 1947. En 1970, se graduó en física en la Universidad Haile Selassie I (actualmente Universidad de Adís Abeba). Como único estudiante de física en su último año, pudo estudiar su último año de carrera en el Union College de Schenectady, Nueva York, Estados Unidos. En 1972, se unió al departamento de física de la Universidad de Adís Abeba como estudiante de posgrado. Tras ello, realizó una maestría en física en la Universidad de Maryland en 1973. Al completarlo, regresó a Etiopía como profesor del departamento de física de la Universidad de Adís Abeba.
Mulugeta participó en un movimiento rebelde por la democracia durante la época del derrocamiento de la monarquía etíope por parte de la junta militar del Derg. Por su papel en la organización de manifestaciones fue encarcelado por el gobierno de Mengistu, primero durante nueve meses en 1978 y después durante seis años de 1979 a 1985.
Tras su liberación de prisión en 1987, a los 39 años, regresó a Adís Abeba como profesor. En 1991, se unió al Indian Institute of Science de Bangalore, India, y completó un doctorado en física. En 1998, obtuvo un puesto asociado en el Centro Internacional de Física Teórica durante seis años.
Considerado una figura prominente de la Universidad de Adís Abeba, Mulugeta fue uno de los miembros fundadores de la Sociedad de Física de Etiopía. Durante cuatro años ocupó la presidencia de la sociedad.

## Logros y contribuciones
La investigación de Mulugeta está apoyada internacionalmente por el International Science Programme de la Universidad de Upsala, en Suecia, y por el Centro Internacional de Física Teórica de Trieste, Italia. Por su trabajo en defensa de los derechos humanos, obtuvo el Premio Andréi Sájarov, presentado en el encuentro de la American Physical Society de marzo de 2012 en Boston en una sesión ceremonial especial.